# Довгий Яр
49°00′38.9″ пн. ш. 37°11′16.4″ сх. д. / 49.010806° пн. ш. 37.187889° сх. д.
Довгий Яр — колишнє село в Україні, Ізюмському районі Харківської області. Орган управління – Довжанська сільська рада. На початку 90-х село припинило своє існування.

## Відомості про село
Село засновано в 1927 році (хоча в селі збереглася хата 1879 року забудови, тож перші поселенці з'явилися на території села набагато раніше вказаної дати). Посеред села пролягав глибокий яр, на дні якого текла річка. На той час у селі було близько 400 осель. У 30-ті роки була створена комуна. У 1927 році була побудована школа семирічка. У ній навчалися діти не тільки довгоярівські, а й з Бражківки та Сулигівки, бо в тих селах були лише початкові класи.
У часи голодомору Довгий Яр чинив опір. На той час на місці хутора постало село. Коли господаря села позбавили волі, у його хаті й довкола неї поселилися комунари. Зароблене збіжжя зуміли заощадити і коли почалися хлібозаготівлі 1932-1933 років — почали забирали хліб до «общественної» комори, довгорярівці зустріли таке без ентузіазму. Але в селі ніхто не помирав і НКВД так і не змогло розгадати причину. Кажуть, на полі був захований клунок з бульбою, але ніхто не доніс про те до "райцентру"

### Післявоєнні роки
На площі 10 га був посажений колгоспний сад під керівництвом агронома-садівника Беспаленка І.П. На території села були побудовані: школа, дитячий будинок, Будинок культури, пасіка, МТФ, ФАП. У кінці села пролягає траса Ізюм-Барвінкове. При Будинку культури діяв комітет з організації і проведення культурно-масових заходів, очолюваний директором Гур'євим Яковом Харитоновичем. Гуртівці виступали у Бражківці, Сулигівці, Довгому Яру, Вікненому. На початку 90-х село припинило своє існування. Лани та угіддя відійшли під управління села Довгеньке. 

## Відомі люди
Дукін А.П. – письменник, довгий час був директором Довгояровської школи. Автор книги «Матіола»